# Far Cry Vengeance
Far Cry Vengeance est un jeu vidéo de tir à la première personne développé par Ubisoft, sorti sur Nintendo Wii en décembre 2006.

## Synopsis
Jack Carver, un ancien soldat de la marine recyclé dans le transport maritime en Micronésie, est employé pour escorter une journaliste du nom de Valérie Cortez sur l’île de Cabatu pour découvrir ce qu'il s'y trame.

## Système de jeu
Cet épisode propose un gameplay adapté à la console puisqu'il tire parti de la manette Wii : le joueur peut effectuer diverses actions comme conduire, tirer, sauter, escalader, lancer des grenades ou réaliser les attaques sauvages.

## Armes & véhicules
De nombreux véhicules sont présents, comme des quads, des aéroglisseurs, des pick-ups ou encore des jet-skis.